# Kretzoiarctos beatrix

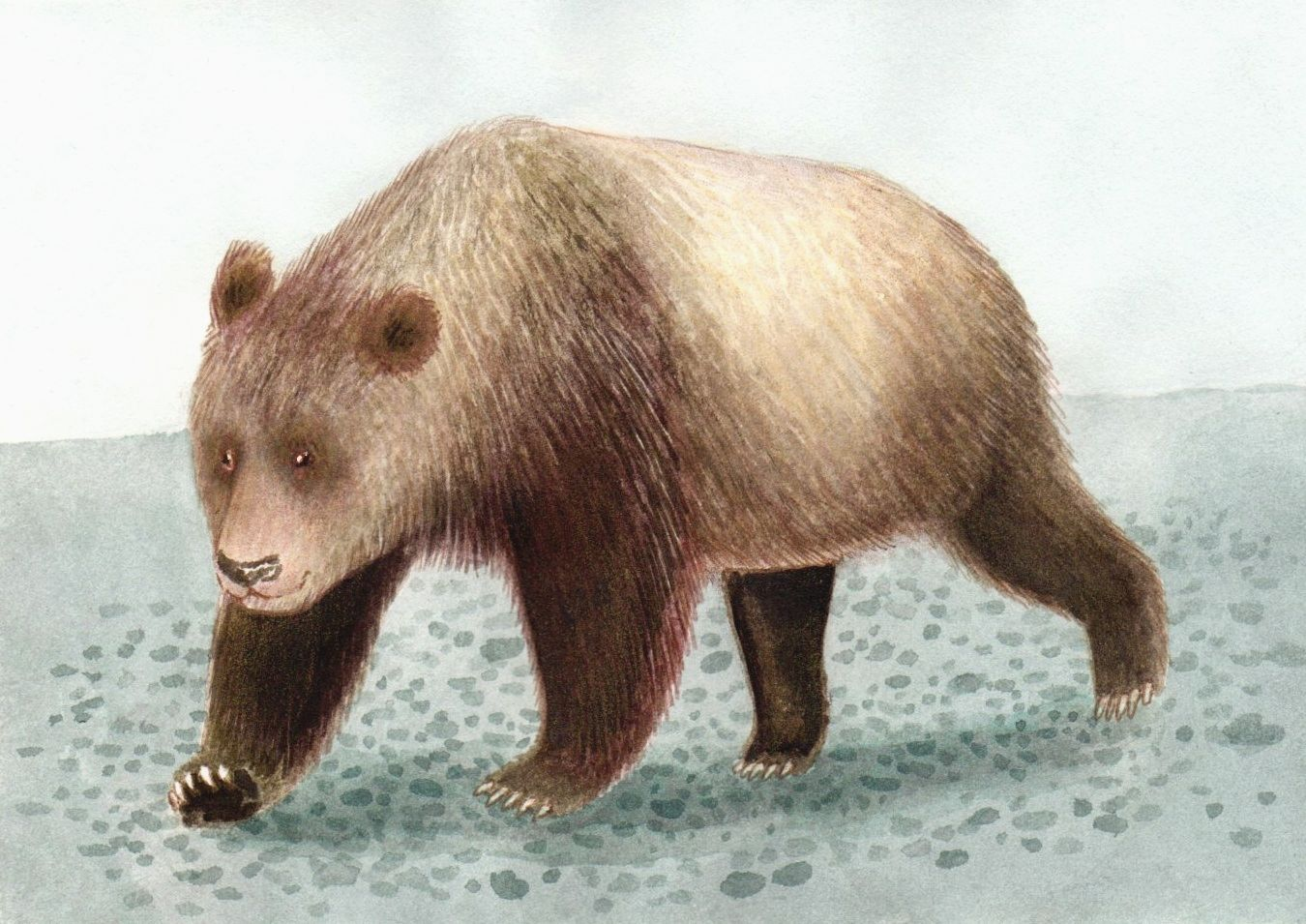
Recreación de Kretzoiarctos.

Kretzoiarctos beatrix es la única especie del género extinto Kretzoiarctos de panda, que en el período Mioceno medio, originario de Europa.
Se han encontrado sus restos fósiles, una mandíbula derecha y varios dientes, en la península ibérica en dos localidades distantes: en Nombrevilla (provincia de Zaragoza) y els Hostalets de Pierola (provincia de Barcelona), en estratos de hace 11,6 millones de años, aproximadamente (Aragoniense tardío).
El nombre genérico honra al paleontólogo Miklós Kretzoi y el específico a Beatriz Azanza.